# Grand Prix-seizoen 1904
Het Grand Prix-seizoen 1904 was het eerste Grand Prix-jaar zonder een "stad-naar-stad" race, die na Parijs-Madrid in het Grand Prix-seizoen 1903 verboden werden. Het seizoen begon op 20 mei en eindigde op 23 oktober na zeven races.

## Kalender
| Datum       | Land             | Racenaam                   | Circuit              | Winnaar         | Constructeur     | Verslag |
| ----------- | ---------------- | -------------------------- | -------------------- | --------------- | ---------------- | ------- |
| 20 mei      | Frankrijk        | Franse G.B. Eliminatierace | Argonne              | Léon Théry      | Richard-Brasier  | verslag |
| 17 juni     | Frankrijk        | Gordon Bennett Cup         | Homburg              | Léon Théry      | Richard-Brasier  | verslag |
| 19 juni     | Duitsland        | Circuitrace Frankfurt      | Oberforsthaus        | Willy Pöge      | Mercedes-Simplex | verslag |
| 25 juli     | België           | Ardennenrace               | Bastenaken           | George Heath    | Panhard          | verslag |
| 5 september | Italië           | Coppa Brescia              | Brescia              | Vincenzo Lancia | Fiat             | verslag |
| 8 oktober   | Verenigde Staten | Vanderbilt Cup             | Long Island          | George Heath    | Panhard          | verslag |
| 23 oktober  | Duitsland        | Bahrenfeld                 | Trabrennbahn Hamburg | Victor Hémery   | Opel-Darracq     | verslag |

1894 · 1895 · 1896 · 1897 · 1898 · 1899 · 1900 · 1901 · 1902 · 1903 · 1904 · 1905 · 1906 · 1907 · 1908 · 1909 · 1910 · 1911 · 1912 · 1913 · 1914 · 1915 · 1916 · Eerste Wereldoorlog · 1919 · 1920 · 1921 · 1922 · 1923 · 1924 · 1925 · 1926 · 1927 · 1928 · 1929 · 1930 · 1931 · 1932 · 1933 · 1934 · 1935 · 1936 · 1937 · 1938 · 1939 · 1940-1945 (Tweede Wereldoorlog) · 1946 · 1947 · 1948 · 1949 
 Lijst van Grand Prix-wedstrijden voor 1950